# Jac Schaeffer

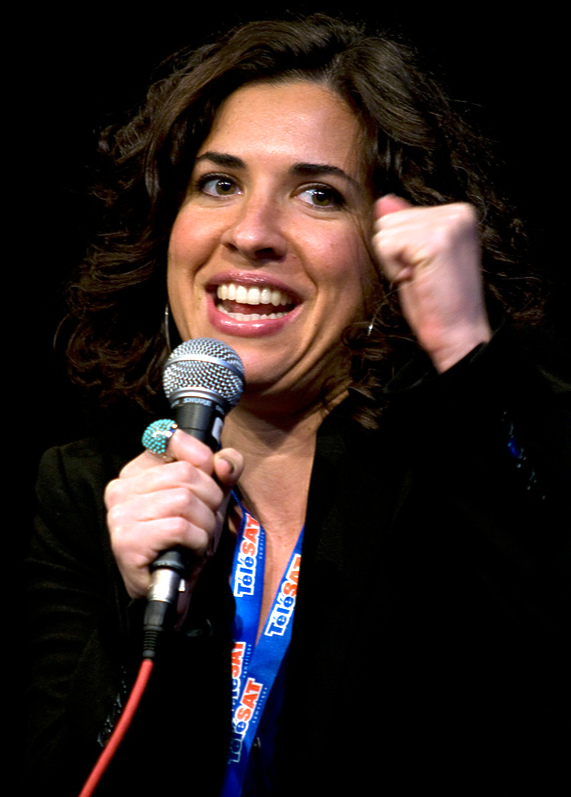
Jac Schaeffer (2011)

Jacqueline „Jac“ Schaeffer (* 26. Oktober 1978 in Fort Lee, New Jersey) ist eine US-amerikanische Drehbuchautorin, Filmproduzentin und Regisseurin.

## Leben und Karriere
Schaeffer wuchs in Agoura Hills nahe Los Angeles auf. Ihr Vater ist jüdischer Herkunft; außerdem hat sie einen Bruder. Bereits mit 14 Jahren formulierte sie „Filmemacherin“ als Berufswunsch, doch ihre Eltern wollten, dass sie zunächst eine geisteswissenschaftliche Ausbildung erhielt. So nahm Schaeffer ein Englischstudium an der Princeton University auf, das sie im Jahr 2000 mit einer Abschlussarbeit im Themenbereich dystopische Literatur beendete. Während dieser Zeit engagierte sie sich in einer Theatergruppe an der Universität, arbeitete zusätzlich mit der Off-Broadway-Gruppe Synapse Productions zusammen und absolvierte ein Praktikum bei Double A Films während der Produktion des Filmes Secretary. 2001 kehrte Schaeffer nach Südkalifornien zurück, wo sie ein Masterstudium in Filmproduktion an der USC School of Cinematic Arts absolvierte. Im Anschluss arbeitete sie zwei Jahre lang als Assistentin eines Executive Producer bei ABC Television, wo sie an der Produktion der Serien Life as We Know It und In Justice beteiligt war.
Etwa 2006 begann Schaeffer in Anlehnung an ihre Vorbilder Quentin Tarantino, Robert Rodriguez, Allison Anders und Lisa Cholodenko, ihren eigenen Independent-Film zu schreiben. Nach über drei Jahren Arbeit feierte die von ihr selbst inszenierte Sci-Fi-Romcom Timer auf dem Tribeca Film Festival 2009 ihre Premiere und erhielt im Folgejahr einen limitierten US-Kinostart. Im Anschluss an die Veröffentlichung des Filmes erhielt Schaeffer von der Filmindustrie allerdings mehr Aufmerksamkeit für ihr Drehbuch, als für ihre Regiearbeit. So wurde sie in den Writers Guild of America aufgenommen, wo sie fortan viele kleinere Schreibarbeiten übernahm. Nach der Geburt ihres ersten Kindes Mitte der 2010er Jahre nahm sie vorerst Abstand von ihrem Traum, Filmregisseurin zu werden, da beides für sie zu diesem Zeitpunkt nicht miteinander vereinbar war. Durch ihren verstärkten Fokus auf das Drehbuchschreiben entstanden so der Kurzfilm Die Eiskönigin – Olaf taut auf (2017) und das Zwei-hinreißend-verdorbene-Schurken-Remake mit dem Titel Glam Girls – Hinreißend verdorben (2019).
Im Jahr 2018 begann Schaeffers Arbeit an Filmen und Serien im Marvel Cinematic Universe. Nachdem sie zunächst unaufgeführt am Film Captain Marvel (2019) mitgeschrieben hat, wurde Schaeffer im Januar 2018 als Drehbuchautorin für Black Widow verpflichtet. Ihr Drehbuch zum Film, der durch die COVID-19-Pandemie bedingt erst im Jahr 2021 in den Kinos anlief, wurde später von Ned Benson und Eric Pearson überarbeitet, wodurch Schaeffer ausschließlich einen Story-Credit erhielt. Im Januar 2019 wurde sie als Showrunnerin und Executive Producer für die Disney+-Serie WandaVision engagiert, die unter anderem für 23 Emmys nominiert wurde und davon drei gewinnen konnte. Mit der Tätigkeit als Showrunner habe Schaeffer laut eigener Aussage die Arbeit gefunden, die alle für sie wichtigen Elemente miteinander vereine. In ebendieser Funktion war sie 2024 auch bei der WandaVision-Ablegerserie Agatha All Along tätig. Mit der Pilotfolge zur Disney+-Serie Holes, eine Adaption des 1998 von Louis Sachar veröffentlichten Jugendromans Löcher. Die Geheimnisse von Green Lake, wird Schaeffer ihre Regiedebüt geben. Außerdem möchte sie die von ihr selbst geschriebene Science-Fiction-Komödie The Showers verwirklichen. Das Filmprojekt, das unter anderem auf Hollywoods Schwarzer Liste stand, musste von ihr allerdings aufgrund von Terminproblemen auf unbestimmte Zeit verschoben werden.
Neben ihrer Film- und Fernsehtätigkeit war Schaeffer auch als Autorin an verschiedenen Büchern beteiligt. Sie ist verheiratet und hat zwei Kinder, die zwei Jahre auseinander liegen.

## Filmografie
- 2005: Foster Stories (Dokumentar-Kurzfilm, Produktion)
- 2009: Timer (Regie, Drehbuch und Produktion)
- 2011: Mr. Stache (Kurzfilm, Regie und Drehbuch)
- 2017: Die Eiskönigin – Olaf taut auf (Olaf’s Frozen Adventure, Kurzfilm, Drehbuch)
- 2019: Captain Marvel (Drehbuch)
- 2019: Glam Girls – Hinreißend verdorben (The Hustle, Drehbuch)
- 2021: WandaVision (Fernsehserie, 9 Folgen, Drehbuch und Produktion)
- 2021: Black Widow (Drehbuch)
- 2024: Agatha All Along (Fernsehserie, Drehbuch und Regie)